# Fistaszki – wersja kinowa
Fistaszki – wersja kinowa (ang. The Peanuts Movie) – amerykański film animowany z 2015 roku, wyprodukowany przez wytwórnię 20th Century Fox, oraz wyreżyserowany przez Steve’a Martino i Paula Feiga.
Premiera filmu miała miejsce 6 listopada 2015 roku w Stanach Zjednoczonych, a w Polsce 1 stycznia 2016.

## Fabuła
Bohaterowie legendarnych, cieszących się niesłabnącą popularnością od ponad pół wieku opowieści rysunkowych Charlesa M. Schulza: Charlie Brown, pies Snoopy i ich przyjaciele w nowym wydaniu animowanej komedii przygodowej wyprodukowanej przez Blue Sky Studios, w którym powstała słynna ”Epoka lodowcowa”.

## Obsada
- Bill Melendez jako Snoopy i Woodstock
- Noah Schnapp jako Charlie Brown
- Hadley Belle Miller jako Lucy van Pelt
- AJ Teece jako Pig-Pen
- Noah Johnston jako Schroeder
- Venus Schultheis jako Peppermint Patty
- Alexander Garfin jako Linus van Pelt
- Francesca Capaldi jako mała rudowłosa dziewczynka i Frieda
- Mar Mar, jako Franklin
- Mariel Sheets jako Sally Brown